# Берёзовка (Борисовский район, Минская область)
Берёзовка (бел. Бярозаўка) — деревня в Велятичском сельсовете, в 7 км от ж/д станции Приямино, в 105 км от Минска.

## История
Известна с 1795 года как деревня Березки (белор. Бярэзкi), 22 жителя, собственность церкви, в Борисовском уезде Минской губернии. С 20 августа 1924 — в Велятичском сельсовете. В 2008 — 4 хозяйства, 7 жителей.